# Supernova vom Typ Iax
Supernovae vom Typ Iax sind eine Untergruppe der thermonuklearen Supernovae. Die Thermonukleare Supernovae vom Typ Ia (SN Ia) entstehen, wenn Weiße Zwerge die Chandrasekhar-Grenzmasse überschreiten und der Entartungsdruck die Eigengravitation nicht am Kollaps hindern kann. Durch den Kollaps kommt es in aus Kohlen- und Sauerstoff bestehenden Weißen Zwerge zu einem explosiven Brennen des Kohlenstoffs und die dabei freiwerdende Energie zerstört den entarteten Stern vollständig. Als Supernovae vom Typ Iax werden Typ-Ia-Supernovae bezeichnet, die eine geringere Leuchtkraft im Maximum und eine langsamere Expansionsgeschwindigkeit der Ejekta als die überwiegende Mehrheit der SN Ia erreichen. Diese Eigenschaften werden auf eine geringere Masse des Vorgängersterns im Bereich von ungefähr 0,5 Sonnenmassen zurückgeführt, während die Chandrasekhar-Grenzmasse bei ungefähr 1,44 Sonnenmassen liegt. Wie die Super-Chandrasekhar Supernovae sind die Typ Iax eine Untergruppe der SN Ia mit stark abweichenden Eigenschaften. Als eine alternative Bezeichnung wird der Begriff der SN 2002cx-artigen Supernovae verwendet.

## Eigenschaften
Supernovae vom Typ Ia sind die Standardkerzen der Astrophysik für kosmologische Entfernungen. Weil die Chandrasekhar-Grenzmasse nur gering mit der chemischen Zusammensetzung des Weißen Zwerges variiert, wird bei allen Typ-Ia-Supernovae eine Energie von 1044 J (= 1051 erg) frei. Bei der Beobachtung vieler SN Ia wurde aber eine Untergruppe gefunden, deren Leuchtkraft unter und deren beobachtete Expansionsgeschwindigkeit weit unter der normaler SN Ia liegt. Beide Phänomene werden auf eine geringere Masse des Vorgängersterns zurückgeführt, da bei diesen in den thermonuklearen Reaktionen während der Detonation weniger 56Ni entsteht, das weiter zu 56Co und 56Fe zerfällt und die Hauptquelle für die Leuchtkraft der Supernova ist.
Die absolute visuelle Helligkeit im Maximum liegt im Bereich von Mv −14,2 bis −18,9. Die spektroskopischen Eigenschaften entsprechen überwiegend denen von SN Ia, wobei allerdings die maximale Expansionsgeschwindigkeit geringer ist in einem Wertebereich von 2000 bis 8000 km/s bei Anwesenheit einer heißen Photosphäre. Wie bei den normalen SN Ia gibt es eine Beziehung zwischen der Form der Lichtkurve und der Leuchtkraft, wobei diese gegenüber normalen SN Ia zu geringeren Helligkeiten verschoben ist und eine stärkere Streuung zeigt. Im Gegensatz zu normalen SN Ia zeigen die Typ Iax SN kein sekundäres Maximum im nahen Infrarot. Der Vorläuferstern der Typ Iax ist wahrscheinlich ein Weißer Zwerg aufgrund der Position in späten Spiralgalaxien, der geringen Masse der Ejekta, starker Eisenlinien im Spektrum und Anzeichen von C/O-Brennen im Maximumlicht. Die Typ-Iax-Supernovae sind die häufigste Untergruppe der SN Ia, wobei circa 30 Typ Iax auf 100 normale SN Ia kommen.

## Entstehung
Die Beobachtungen werden als eine fehlgeschlagene Deflagration in einem Weißen Zwerg interpretiert, wobei nur ein Teil der zur Verfügung stehenden Masse während des thermonuklearen Brennen umgesetzt wird. Diese Interpretation wird durch späte Spektren der SN Iax unterstützt, die im Gegensatz zu normalen Supernovae vom Typ Ia verbotene Linien des Sauerstoffs zeigen. Eventuell bleibt sogar ein Teil des Weißen Zwergs zurück, während bei normalen SN Ia der Vorläuferstern komplett zerstört wird. Alternativ werden Typ-Iax-Supernovae als Folge eines Massentransfers von Helium von einem entarteten Begleiter auf einen C/O-Weißen Zwerg interpretiert, wobei es in der untersten Schicht der Helium-Atmosphäre zu einem explosiven Heliumbrennen kommt. Dieser Vorgang wird als Doppeldetonation bezeichnet, wobei eine Schockwelle von dem explosiven Heliumbrennen in den Kern des Weißen Zwergs läuft und diesen komprimiert. Durch die Komprimierung zündet der C/O-Kern vor dem Erreichen der Chandrasekhar-Grenzmasse, wodurch eine geringere Leuchtkraft der Typ Iax erklärt werden kann.

## Beispiele
- SN 1991bj
- SN 2002bp,
- SN 2002cx
- SN 2003gq
- SN 2004cs
- SN 2004gw
- SN 2005P
- SN 2005cc
- SN 2005hk
- SN 2006hn
- SN 2007J
- SN 2007ie
- SN 2007qd
- SN 2008A
- SN 2008ae
- SN 2008ge
- SN 2008ha
- SN 2009J
- SN 2009ku
- SN 2010ae
- SN 2010el
- SN 2011ay
- SN 2011ce
- SN 2012Z